# Saint-Jean-et-Saint-Paul
Saint-Jean-et-Saint-Paul é uma comuna francesa na região administrativa de Occitânia, no departamento de Aveyron. Estende-se por uma área de 37,91 km². Em 2010 a comuna tinha 286 habitantes (densidade: 7,5 hab./km²).